# 渡部行雄
渡部 行雄（わたなべ ゆきお、1925年（大正14年）1月27日 - 1997年（平成9年）9月16日）は、昭和から平成初期の司法書士、政治家。日本社会党衆議院議員(6期)。

## 来歴
福島県若松市（現会津若松市）出身。福島県立会津中学校（旧制）を卒業後、942年（昭和17年）東京物理学校を中退。司法書士、福島県議会議員（4期）、全日本農民組合連合会中央常任委員、同福島県連合会会長、福島県日中友好協会顧問、同県労農会議顧問、日本司法書士会連合会顧問などを務めた。
1972年（昭和47年）第33回衆議院議員総選挙で旧福島2区から日本社会党公認で立候補したが落選。1976年（昭和51年）第34回総選挙で初当選。以後、1990年（平成2年）の第39回総選挙まで連続して再選され、衆議院議員を連続6期務めた。この間、社会党院内役員会行動隊長、同葉たばこ対策委員会事務局長、同抑留者問題特別委員会事務局長、同木材産業対策副委員長、同院内役員、同決算部会長、同戦後処理問題特別委員会副委員長などを務めた。1993年（平成5年）に引退した。

## 栄典
- 1995年4月 - 勲二等旭日重光章受章[1]